# Banca (Pirenéus Atlânticos)
Banca é uma comuna francesa na região administrativa da Nova Aquitânia, no departamento dos Pirenéus Atlânticos. Estende-se por uma área de 47,33 km². Em 2010 a comuna tinha 354 habitantes (densidade: 7,5 hab./km²).